# Solutréenkulturen
Solutréenkulturen kan dateres til omkring 21.000 - 16.000 f.Kr. Kulturgruppen er opkaldt efter et fundsted i det sydvestlige Frankrig, La Solutré. En perfekt overfladeretouchering på såkaldte lagerbladspidser er et typisk kendetegn. De tidligste kendte bennåle indgår i solutréenmaterialet.
Solutréentraditionen overlejrer gravettienkulturen. Den var i sine første stadier begrænset til det sydvestlige Frankrig, men spredte sig efterhånden til forskellige dele af den Iberiske halvø. I Frankrig gør den i alle henseender indtryk af at være resultatet af en intern udvikling. Blandt andet synes hulemalerier at have fortsat uden afbrydelse fra gravettien via solutréen og nået sit højdepunkt under den efterfølgende madeleinekultur, og endvidere synes de lagerbladsspidser med fladhugning kun på den ene side, som ofte betragtes som noget af et symbol for solutréen, af alt at dømme at være udviklet fra de spidser med flad tilhugning alene på de ene side, som dukkede op under ældre solutréen. Lagerbladsspidser, som næppe kan forbindes direkte med disse fra mellemste solutréen, forekom i den ungarske szeletienkultur og i flere af de sydrussiske kulturer fra yngre palæolitikum. I begge tilfælde synes de at stamme fra mellempalæolitiske traditioner indenfor flintbearbejdningen.
Solutréens sidste stadium kendetegnedes i østlige Spanien af noget, som fremstår som savtakkede eller tungeforsynede pilespidser og i Frankrig af små afslag med retoucheret ryg og nåle med øjne af typer, som også forekommer under første fase af den følgende periode, madeleinekulturen.